# James Merrill
James Ingram Merrill (ur. 3 marca 1926, zm. 6 lutego 1995 w Tucson) – amerykański poeta.
Był twórcą liryki filozoficznej ujawniającej wpływy Thomasa Stearnsa Eliota oraz klasycznej poetyki i symboliki kulturowej. Był autorem licznych zbiorów w wierszy oraz powieści The Seraglio (1957).
Wiersze Jamesa Merrilla tłumaczył na język polski Stanisław Barańczak, który przygotował autorski Wybór poezji (Paryż 1990, drugie wyd. Kraków 2001). Barańczak zamieścił wiersze Merrilla także w kilku swoich antologiach: Zwierzę słucha zwierzeń… (Warszawa 1992); Miłość jest wszystkim, co istnieje: 300 najsławniejszych angielskich i amerykańskich wierszy miłosnych (Poznań 1992; drugie wyd. Warszawa 1997); Fioletowa krowa: 333 najsławniejsze okazy angielskiej i amerykańskiej poezji niepoważnej od Williama Shakespeare’a do Johna Lennona (Poznań 1993; drugie wyd. Kraków 2007); Od Walta Whitmana do Boba Dylana. Antologia poezji amerykańskiej (Kraków 1998).
Wiersze Jamesa Merrilla znalazły się także w antologiach przygotowanych m.in. przez Artura Międzyrzeckiego i Julię Hartwig (…Opiewam nowoczesnego człowieka: antologia poezji amerykańskiej: wiersze amerykańskie od Poego, Whitmana i Emily Dickinson do poetów dzisiejszych, Warszawa 1992); Krzysztofa Boczkowskiego (Z nowoczesnej poezji amerykańskiej, Warszawa 1993); Grzegorza Musiała (Ameryka, Ameryka! Antologia wierszy poetów amerykańskich po 1940 roku, Bydgoszcz 1994).  